# جامعه بدون دولت

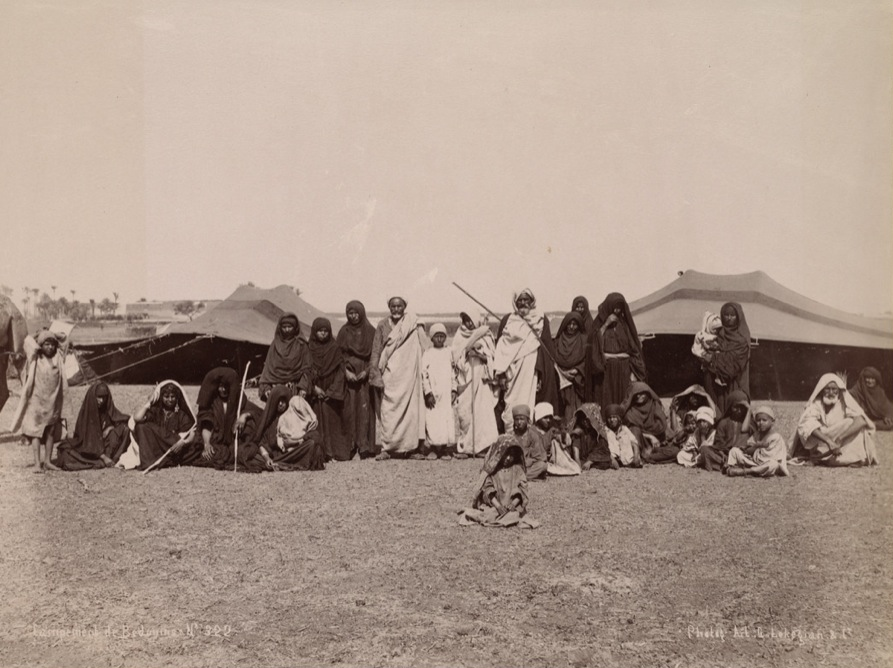
قبایل بادیه‌نشین (صحرانورد) و کوچ‌نشین که دارای قوانین نانوشته و سنتی هستند.

جامعه بدون دولت، جامعه‌ای است که دولتی آن را اداره نمی‌کند. در جوامع بدون دولت، اقتدار، تمرکز کمی دارد؛ بیشتر مناصب اقتداری که وجود دارند خیلی قدرت محدودی دارند و عموماً دائمی نیستند. بدنهٔ اجتماعی که اختلافات را براساس مقررات از پیش تعیین شده حل می‌کند کوچک‌اند.
جوامع بدون دولت، در سازمان اقتصادی و امور فرهنگی شدیداً متفاوت‌اند.